# Kalbacher Klapperschlange
Die Kalbacher Klapperschlange ist ein undotierter Literaturpreis, der seit 1988 jährlich von einer Kinder-Jury im Frankfurter Stadtteil Kalbach vergeben wird.

## Hintergrund
Die Klapperschlange war der erste Jugendliteraturpreis Deutschlands, der von einer reinen Kinderjury vergeben wurde. Der Trägerverein „Kinderverein Kalbach“ wie auch der Preis wurden von der Schriftstellerin Regina Rusch ins Leben gerufen. Die Kalbacher Klapperschlange hat sich als Jugendliteraturpreis als positives Bewertungskriterium bei Verlagen und Institutionen durchgesetzt. Sowohl auf den Buchcovern als auch bei der Vorstellung von Autoren und Mitarbeitern wird auf diese Auszeichnung verwiesen. Im Rahmen der Leseförderung in Hessen wird auf dem Deutschen Bildungsserver ebenfalls auf die positiven Auswirkungen der Aktivitäten des Kindervereins und der Preisgestaltung verwiesen.

## Jury und Bewertung
Die Kinderjury setzt sich aus Kindern und Jugendlichen im Alter von 8 bis 14 Jahren zusammen, die mindestens fünf von 60 Büchern aus einer Vorschlagsliste gelesen und bewertet haben müssen. In Frage kommen ausschließlich Romane für Kinder im Alter zwischen 8 und 14, die in drei Altersklassen eingeteilt sind (2.–3. Klasse, 4.–6. Klasse und 7.–9. Klasse) und bei denen es sich um Erscheinungen aus dem Vorjahr handelt. Bewertet wird sowohl nach inhaltlichen Kriterien (Verständnis, Nachvollziehbarkeit, Spannung), als auch nach formalen Aspekten (Gestaltung und Lesbarkeit). Die Bewertungen werden nach einem Punktesystem vorgenommen. Zusätzlich müssen die Kinder eine kleine Inhaltsangabe schreiben und ihre Meinung verdeutlichen.

## Preisverleihungen
Der Preis wird alljährlich im Herbst im Rahmen der örtlichen Kinderbuchmesse Kalbach-Riedberg verliehen. Die Preisträger erhalten neben dem Preis, der Kalbacher Klapperschlange, ein Rezensionsheft mit den Bewertungen aller Teilnehmenden zu ihrem Siegerbuch.
Ursprünglich handelte es sich bei dem Preis um eine hölzerne Klapperschlange. Von 2001 bis 2020 wurde eine metallene Schlange verliehen, die von einem ortsansässigen Künstler geschaffen wurde. 2021 wurde ein Bad Homburger Künstler mit der Preisgestaltung beauftragt. Er stimmt den Preis individuell auf das Siegerbuch ab.
Die Autorin Cornelia Funke, die den Preis bisher 1998, 2001 und 2004 gewann, bezeichnete ihn als einen ihrer Lieblingspreise. Sie und Elke Heidenreich, Isabel Abedi, Paul Maar, Sabine Ludwig, Jochen Till sowie viele weitere deutsche Kinderbuchautoren waren bereits in Kalbach und haben aus ihren Büchern vorgelesen.
Eine Übersicht zu den Preisträgern und Rezensionsheften findet man auf der Webseite der Kalbacher Klapperschlange. 1992 gab es sogar zwei Preisträger.

## Preisträger
- 1988: Kirsten Boie für Jenny ist meistens schön friedlich
- 1989: Roald Dahl für Matilda
- 1990: Sigrid Zeevaert für Und ganz besonders Fabian
- 1991: Arnulf Zitelmann für Paule Pizolka
- 1992 (1): Paul Maar für Neue Punkte für das Sams
- 1992 (2): Isolde Heyne für Wenn die Nachtigall verstummt
- 1993: Marita Conlon-McKenna für Folgt immer dem Fluss
- 1994: Klaus Kordon für Der erste Frühling
- 1995: Margaret Klare für Liebe Tante Vesna. Marta schreibt aus Sarajewo
- 1996: Elke Heidenreich für Nero Corleone
- 1997: Klaus-Peter Wolf für Das magische Holz
- 1998: Cornelia Funke für Drachenreiter
- 1999: Nikolaus Piper für Felix und das liebe Geld
- 2000: Joanne K. Rowling für Harry Potter und die Kammer des Schreckens
- 2001: Cornelia Funke für Herr der Diebe
- 2002: Andrea Klier für Sturmwind
- 2003: Victoria Hanley für Das Auge der Seherin
- 2004: Cornelia Funke für Tintenherz
- 2005: Christopher Paolini für Eragon
- 2006: Carole Wilkinson für Hüterin des Drachen
- 2007: Jeanne Birdsall für Die Penderwicks
- 2008: Ursula Wolter für Timona
- 2009: Jeff Kinney für Gregs Tagebuch – Von Idioten umzingelt
- 2010: Sabine Ludwig für Die schrecklichsten Mütter der Welt
- 2011: Annette Roeder für Ferien im Schrank
- 2012: Sylvia Heinlein für Mama ist Geheimagentin
- 2013: Nina Blazon für Laqua – Der Fluch der schwarzen Gondel
- 2014: Tim Collins (als A.B. Saddlewick) für Monster Mia und das große Fürchten
- 2015: Nelli Emm für Nelli und die Prinzessin
- 2016: Tanya Stewner für Alea Aquarius. Der Ruf des Wassers
- 2017: Aimée Carter für Animox – Das Heulen der Wölfe
- 2018: Mara Andeck für Lilo auf Löwenstein – Ab ins Schloss
- 2019: Usch Luhn für Luna Wunderwald
- 2020: Andrea Russo für Green Witch
- 2021: Martina Baumbach für Die Tierwandler – Unser Lehrer ist ein Elch
- 2022: Chris Colfer für Tale of Magic: Die Legende der Magie – Eine geheime Akademie
- 2023: A.F. Steadman für Skandar und der Zorn der Einhörner
- 2024: XiXi Tian für Hier ist es immer noch schön